# Brandon McNulty
Brandon Alexander McNulty (ur. 2 kwietnia 1998 w Phoenix) – amerykański kolarz szosowy.

## Osiągnięcia
Opracowano na podstawie:

2015
- 1. miejsce w Wyścigu Pokoju Juniorów
  - 1. miejsce w klasyfikacji punktowej
  - 1. miejsce na etapie 2a
- 1. miejsce w klasyfikacji młodzieżowej Junioren Driedaagse van Axel
  - 1. miejsce na 2. etapie
- 1. miejsce w mistrzostwach Stanów Zjednoczonych juniorów (jazda indywidualna na czas)
- 2. miejsce w Tour de l’Abitibi
  - 1. miejsce na 2. i 3. etapie
- 3. miejsce w mistrzostwach świata juniorów (jazda indywidualna na czas)

2016
- 1. miejsce na etapie 2b Tour du Pays de Vaud
- 1. miejsce w Trofeo Karlsberg
  - 1. miejsce na etapie 2b
- 1. miejsce w Tour de l’Abitibi
  - 1. miejsce na 3. etapie
- 2. miejsce w mistrzostwach Stanów Zjednoczonych juniorów (start wspólny)
- 1. miejsce w mistrzostwach świata juniorów (jazda indywidualna na czas)

2017
- 1. miejsce w mistrzostwach Stanów Zjednoczonych do lat 23 (jazda indywidualna na czas)
- 3. miejsce w Tour Alsace
- 1. miejsce w mistrzostwach świata do lat 23 (jazda indywidualna na czas)

2018
- 2. miejsce w Chrono Kristin Armstrong
- 3. miejsce w Tour Alsace
  - 1. miejsce w prologu (jazda drużynowa na czas)

2019
- 1. miejsce w Giro di Sicilia
  - 1. miejsce w klasyfikacji młodzieżowej
  - 1. miejsce na 3. etapie
- 2. miejsce w Chrono Kristin Armstrong
- 3. miejsce w mistrzostwach świata do lat 23 (jazda indywidualna na czas)

2022
- 1. miejsce w Trofeo Calvià
- 2. miejsce w Trofeo Pollença
- 2. miejsce w Volta ao Algarve
- 1. miejsce w Classic de l’Ardèche
- 1. miejsce na 5. etapie Paryż-Nicea

2023
- 1. miejsce w klasyfikacji młodzieżowej Vuelta al País Vasco
- 1. miejsce na 15. etapie Giro d’Italia
- 1. miejsce w mistrzostwach Stanów Zjednoczonych (jazda indywidualna na czas)
- 4. miejsce w mistrzostwach świata (jazda indywidualna na czas)
- 2. miejsce w Tour de Luxembourg

2024
- 3. miejsce w Trofeo Calvià
- 3. miejsce w Trofeo Serra Tramuntana
- 1. miejsce w Volta a la Comunitat Valenciana
  - 1. miejsce na 4. etapie
- 1. miejsce na 2. etapie UAE Tour (jazda indywidualna na czas)
- 3. miejsce w Paryż-Nicea
- 1. miejsce w Gran Premio Miguel Indurain
- 1. miejsce na 3. etapie Tour de Romandie
- 1. miejsce w mistrzostwach Stanów Zjednoczonych (jazda indywidualna na czas)
- 2. miejsce w mistrzostwach Stanów Zjednoczonych (start wspólny)
- 5. miejsce na igrzyskach olimpijskich (jazda indywidualna na czas)
- 1. miejsce na 1. etapie Vuelta a España (jazda indywidualna na czas)
- 1. miejsce w CRO Race
  - 1. miejsce na 3. etapie

2025
- 1. miejsce w Tour de Pologne
  - 1. miejsce na 7. etapie (jazda indywidualna na czas)

## Rankingi
| Rok              | 2017 | 2018 | 2019 | 2020 | 2021 | 2022 | 2023 | 2024 |
| ---------------- | ---- | ---- | ---- | ---- | ---- | ---- | ---- | ---- |
| World Ranking    | 634. | 226. | 241. | 139. | 138. | 62.  | 52.  | 21.  |
| UCI Europe Tour  | 885. | 390. |      |      |      |      |      |      |
| UCI Asia Tour    | -    | 359. |      |      |      |      |      |      |
| UCI America Tour | -    | 140. | 20.  | 13.  | 10.  | 6.   | 6.   | 2.   |
|                  |      |      |      |      |      |      |      |      |
| Źródło: UCI      |      |      |      |      |      |      |      |      |